# توني تيري
توني تيري (بالإنجليزية: Tony Terry)‏ هو مغني أمريكي، ولد في 12 مارس 1964 في بينهورست في الولايات المتحدة.

## وصلات خارجية
- توني تيري على موقع IMDb (الإنجليزية)
- توني تيري على موقع ميوزك برينز (الإنجليزية)
- توني تيري على موقع ديسكوغز (الإنجليزية)